# Pianello del Lario
Pianello del Lario (Pianell in dialetto comasco, AFI: /pjaˈnɛl/) è un comune italiano di 1 085 abitanti della provincia di Como in Lombardia.

## Storia
Per via dei loro nomi, frazioni come quelle di Maggiana Saliana e Maggiana risalirebbero al periodo romano.
Nell’Alto Medioevo Pianello costituiva una regia corte dell'abitato di Musso, il quale era stato regalato dal re Liutprando al monastero della Basilica di San Carpoforo a Como, ancora proprietaria del territorio nel 1040. In questo periodo, il centro di Pianello comprendeva il palazzo dell'abbazia, un castello dotato di cinta muraria e fossato e la chiesa di San Martino con annesso un piccolo cimitero.
Ai tempi del Ducato di Milano, nel primo quarto del XVI secolo Pianello faceva parte della pieve di Dongo, entro cui figura nuovamente nel 1757, nel 1786 e nel 1791. Dal 1644 fece invece parte della Squadra di Rezzonico, entro cui rimase fin'oltre la metà del secolo successivo.
Nel 1751 Pianello non figura più essere infeudato, mentre il suo territorio risulta estendersi ai cassinaggi di Camlago, Belmonte, “Sagliana e Masnego”, Magiana, Scarpagiano, Rovezano e Coslia.
Dalla fine del Settecento a Pianello si sviluppò la coltivazione della vite e del gelso, con quest'ultimo che, con alti e bassi, rappresentò un settore di forte impiego dei pianellesi fino alla metà del XX secolo.
Un decreto di riorganizzazione amministrativa del Regno d'Italia napoleonico datato 1807 sancì, per Pianello, l'annessione dei soppressi comuni di Cremia e Musso, decisione che fu tuttavia abrogata con la Restaurazione.
Successivamente all'unità d'Italia, nel 1863 il comune assunse l'attuale denominazione di Pianello del Lario (R.D. 8 febbraio 1863, n. 1192).
Dal 1881 al 1890 Pianello ebbe come parroco Don Luigi Guanella, che qui vi fondò un istituto per anziani, raccogliendo l'eredità del precedente parroco che aveva avviato un ricovero in cui si ospitavano anche orfanelli e malati.

### Simboli
Lo stemma e il gonfalone sono stati concessi con decreto del presidente della Repubblica del 22 luglio 1991.
La lettera P è l'iniziale del paese, di colore azzurro per ricordare il lago di Como rievocato dal determinante del toponimo del Lario; le stelle sono simbolo del valore civile e militare; i gelsi alludono alla bachicoltura che diede avvio a una fiorente industria tessile.
Il gonfalone è un drappo partito di rosso e di verde.

## Monumenti e luoghi d'interesse

### Architetture religiose

#### Chiesa di San Martino
La chiesa di San Martino fu ricostruita nel XVI secolo sulla base di un oratorio di origine medievale, il quale già nel 1496 ospitava una parrocchia staccatasi dalla plebana di Dongo nel 1472. L'edificio originario era una cappella con la stessa dedicazione e già attestata nel 1153.
La chiesa, attualmente a singola navata in origine si doveva probabilmente presentare con una facciata a capanna, dotata di rosone centrale. Tuttavia, l'aspetto originario fu stravolto da una serie di ristrutturazioni iniziate già alla fine del XV secolo e proseguite nei secoli fino al 1954, anno in cui fu sistemato il porticato a colonne anticamente usato come cimitero. Nel mezzo, altri interventi riguardarono un rifacimento del portale maggiore (1534) e del fonte battesimale (1578), la realizzazione un protiro e di due cappelle laterali (XVII secolo), la costruzione di un ossario (XVII secolo), l'esecuzione di numerosi affreschi e decorazioni (finanziati dagli emigrati pianellesi emigrati a Genova, nel Veneto e a Milano) (XVII secolo), l'aggiunta di un organo Serassi (XVIII secolo) e la sostituzione del tetto a capriate con una copertura a volta (XIX secolo). Nel XX secolo si registrarono una serie di modifiche interne, tra le quali la dedicazione della cappella di destra (un tempo intitolata a San Giuseppe e prim'ancora a San Fermo) a San Luigi Guanella. Agli anni Sessanta dello stesso secolo risalgono le vetrate, opera di Eugenio Rossi.
Internamente, la chiesa conserva una serie di dipinti realizzati da Isidoro Bianchi (sulla volta e sulle pareti del presbiterio) e da artisti della zona come G. B. Pozzo, Caracciolo da Vercana (autore degli affreschi della cappella del battistero), Gian Battista Tagliaferri e Giovan Battista Bottiggio. La sacrestia ospita un armadio ligneo barocco. La chiesa conserva inoltre un tabernacolo in marmo del XVI secolo, opera di Bernardo Catanio di Saliana, e un trittico rinascimentale in cui sono rappresentati Maria tra i santi Antonio e Bernardo.

#### Chiesa della Madonna della Neve
La chiesa della Madonna della Neve (XVI secolo) fu costruita sulla base di una precedente cappella probabilmente già esistente nella seconda metà del Cinquecento. I lavori di ampliamento dell'edificio avvennero attorno al secondo decennio del XVIII secolo, con il contributo di alcuni pianellesi emigrati a Genova e nel Veneto. Internamente, l'altare ospita un dipinto della Madonna del latte tra S. Rocco e S. Sebastiano, mentre la volta è affrescata con raffigurazioni dell’Assunta e della Resurrezione.

#### Chiesa di Sant'Anna
La chiesa di Sant'Anna (XVII secolo), costruita negli anni 1636-1652 su impulso di alcuni emigrati pianellesi a Genova e Milano, conserva una tela d’altare del 1661 raffigurante La Vergine, il Bimbo e Sant’Anna

#### Oratorio di San Bernardino
La località Nassina ospita la chiesetta di San Bernardino, riedificata nel 1766 sulla base di un precedente oratorio a sua volta costruito su una cappella già esistente prima del 1582.

#### Chiesa del Sacro Cuore
La chiesa del Sacro Cuore,  in stile neogotico, fu commissionata da Don Luigi Guanella all'inizio del Novecento in sostituzione della precedente cappella che, dal 1893, si trovava nell'istituto fondato dal sacerdote. La chiesa si presenta con facciata a capanna dotata di rosone e sormontata da tre pinnacoli.

### Architetture civili
- Ex-filanda Erba (metà XIX secolo), oggi sede del Museo della Barca Lariana[22]
- Palazzo Perpenti[5]
- Architetture rurali in frazione Tre Terre[13]
- Casa Sacro Cuore, complesso sanitario assistenziale che ospita la casa natale di Chiara Bosatta[23], alla quale è dedicato un piccolo museo ricavato in loco.[24]
- Ospizio di Camlago, aperto nel 1873[24] da don Carlo Coppini[25] e gestito dal 1881 da don Luigi Guanella[26]

## Società

### Evoluzione demografica

#### Demografia pre-unitaria
- 1751: 470 abitanti[6]
- 1771: 645 abitanti[7]
- 1805: 728 abitanti[8]
- 1809: 1 827 abitanti (dopo l'annessione di Cremia e Musso)[8]
- 1853: 940 abitanti[27]

#### Demografia post-unitaria
Abitanti censiti

## Cultura
- Museo Barca Lariana[22]
- Raccolta museale "Casa Bosatta"[29]

## Economia
Nell'ultimo quarto del XIX, Pianello risultava essere un villaggio basato su una modesta economia di tipo rurale, affiancata da attività nel settore della lavorazione della seta. Frequenti erano sia l'emigrazione stagionale oltralpe, sia quella verso le Americhe.